# 梅島三環子
梅島 三環子（うめしま みわこ、1983年7月30日 - ）は、仙台放送 (OX) のアナウンサー。

## 来歴
静岡県静岡市出身。東京女子大学現代文化学部（現・現代教養学部）卒業。
大学在学中、故郷の静岡市で行われた2005しずおかクイーンコンテストに参加・出場し、2005年度のクイーンに選出。そして同年4月の静岡まつり大御所花見行列では御台所役を務めるなど、2006年3月まで市の広報活動に従事した。
大学を卒業後、2006年に仙台放送に入社。

## 担当番組
- ヨジテレビ! - リポーター
- MiMiよりマーケット - MC
- 情報ライブMovin' - 総合司会
- 今日はサタデー!テレ花火!! - リポーター → 総合司会
- 仙台放送スーパーニュース - メインキャスター → 「生活情報ファイル」担当
- 仙台放送みんなのニュース
- 仙台放送プライムニュース
- 仙台放送 Live News it! - 月・火・水曜キャスター
- 東日本大震災特別企画「ともに」 - 司会
- 仙台放送NEWS